# Libouchec
Libouchec är en ort i Tjeckien.   Den ligger i regionen Ústí nad Labem, i den nordvästra delen av landet, 80 km norr om huvudstaden Prag. Libouchec ligger 338 meter över havet och antalet invånare är 1 772.
Terrängen runt Libouchec är lite kuperad. Runt Libouchec är det ganska glesbefolkat, med 47 invånare per kvadratkilometer. Närmaste större samhälle är Ústí nad Labem, 10,9 km söder om Libouchec. I omgivningarna runt Libouchec växer i huvudsak blandskog.